# Courlis d'Alaska
Numenius tahitiensis
Vous lisez un « bon article » labellisé en 2025.
Espèce
Statut de conservation UICN

 NT C2a(ii) : Quasi menacé
Le Courlis d'Alaska (Numenius tahitiensis) est une espèce américaine de limicoles de la famille des Scolopacidae. Cet oiseau se reproduit dans des toundras reculées de l'ouest de Alaska pendant l'été boréal, d'où son nom, et hiverne dans des atolls et des petites îles de l'océan Pacifique. Avec la Barge rousse, il détient un record de distance pour une migration transocéanique. Limicole atypique, il est le seul à ne pas pouvoir voler pendant sa mue, à dépendre exclusivement d'îles océaniques pour se nourrir hors de la période de reproduction et il peut utiliser des outils lorsqu'il chasse sa nourriture. Il fait partie des quelques oiseaux capables de réduire la taille de leurs organes digestifs pour se préparer à sa longue migration.
C'est un courlis de taille moyenne, beige tacheté de roux et de brun. Il possède un bec très long et recourbé vers le bas, beige grisâtre à sa base et noir à son extrémité. Ses pattes sont longues et grises. Il ressemble au Courlis corlieu (Numenius phaeopus) de la sous-espèce variegatus et au Courlis hudsonien (Numenius hudsonicus), qui se reproduisent pour partie dans la même zone. Il s'en distingue facilement par ses vocalisations. Les plumes « pointues » qui ornent ses cuisses et qui lui donnent son nom anglais sont également caractéristiques.
Le Courlis d'Alaska se nourrit essentiellement de baies et d'invertébrés dans ses zones de reproduction. En hivernage, la limitation des ressources dans les îles l'oblige à diversifier son alimentation pour y inclure des invertébrés intertidaux, des œufs et des juvéniles d'oiseaux marins, des rongeurs, des fruits et des cadavres de poisson.
Les adultes arrivent en mai sur leurs terres de reproduction en Alaska. Les mâles défendent de grands territoires au moyen de parades aériennes spectaculaires et de vocalisations complexes. Le nid, l'un des derniers d'Amérique du Nord à avoir été découverts par l'être humain, est une simple cuvette aménagée dans la toundra. La femelle pond typiquement quatre œufs, couvés par les deux parents. Ces derniers prennent soin de leurs petits pendant quelques semaines, puis les abandonnent en juillet ou en août. Les jeunes se regroupent alors entre eux, sous la surveillance de quelques adultes qui retardent leur propre départ. Les adultes qui viennent de se reproduire se concentrent sur les côtes de l'Alaska, où ils se gorgent de fruits afin de constituer des réserves de graisse pour migrer.
Le courlis d'Alaska est classé espèce quasi menacée dans la liste rouge de l'UICN en raison de son déclin rapide et de ses faibles effectifs, estimés à environ 10 000 individus au total en 2003. Les facteurs de cette diminution sont la prédation par des mammifères introduits (chats, chiens, rats, porcs) dans ses terres d'hivernage et la perte d'habitats due à leur artificialisation anthropique.

## Dénomination et taxonomie

### Noms et étymologie
Le nom générique Numenius vient du grec ancien νουμήνιος / noumēnios, littéralement « qui se rapporte à la nouvelle lune », sans doute par allusion au bec arqué des courlis. Le nom générique tahitiensis, « qui se rapporte à l'île de Tahiti », est le toponyme du spécimen type, aujourd'hui disparu,.
Le français « courlis » est d'origine onomatopéique, à partir du cri de l'oiseau. Le nom normalisé « Courlis d'Alaska » se rapporte au lieu de nidification de l'oiseau et remplace son ancien nom « Courlis de Tahiti », encore usité dans les années 1970.
En anglais, le Courlis d'Alaska est le Bristle-thighed curlew, littéralement le « courlis aux cuisses hérissées », à cause des plumes de ses cuisses, allongées et dépourvues de barbes, ce qui leur donne un air hérissé. Cette particularité a été notée pour la première fois par l'artiste Titian Ramsay Peale, qui examinait un spécimen collecté sur l'atoll de Kauehi, dans l'archipel des Tuamotu.
Dans sa zone d'hivernage, le Courlis d'Alaska est nommé kihi à Rakahanga et Manihiki, kaue ou kivi à Palmerston, kiohi ou kiovi à Mitiaro et Mauke, teu'e, kivi ou kiwi dans les îles de la Société, vea à Moorea, kivi dans les Tuamotu, kiwi à Marutea Sud, kivi ou kivikivi à Mangareva, kioi à Nuku Hiva et keuhe à Hiva Oa.

### Taxonomie
Le Courlis d'Alaska est décrit formellement en 1789 par le naturaliste allemand Johann Friedrich Gmelin dans son édition révisée du Systema naturae de Linné sous le nom de Scolopax tahitiensis. Gmelin fondait sa description sur le « courlis d'Oteihiti » décrit en 1785 par le Britannique John Latham. Le spécimen étudié par Latham semble avoir été fourni par le naturaliste britannique Joseph Banks, qui avait accompagné le capitaine James Cook durant son premier voyage dans le Pacifique, et avait continué d'en recevoir des spécimens d'oiseaux par la suite.
Le Courlis d'Alaska est aujourd'hui placé dans le genre Numenius, celui des courlis, créé en 1760 par le Français Mathurin Jacques Brisson dans son Ornithologie.
L'espèce est monotypique : elle ne possède pas de sous-espèces. Aucun hybride n'est connu.

### Histoire fossile
L'histoire fossile des Scolopacidae n'est pas claire. Des fossiles du Courlis d'Alaska datant de l'Holocène (les 12 000 dernières années) ont été découverts sur les îles hawaïennes de Molokai et Kauai, les îles Salomon, les Samoa américaines, les îles Cook, l'archipel de la Société, les îles Marquises, les îles Gambier et les îles Pitcairn.

## Description

### Dimensions
| Dimension                           | Moyenne                            | Min.                               | Max.                               |
| ----------------------------------- | ---------------------------------- | ---------------------------------- | ---------------------------------- |
| Longueur de l'aile                  | Mâles : 24,8 cm Femelles : 26 cm   | Mâles : 23 cm Femelles : 24,2 cm   | Mâles 26,5 cm Femelles : 27,6 cm   |
| Longueur de la tête                 | Mâles : 13,3 cm Femelles : 13,9 cm | Mâles : 12,4 cm Femelles : 12,6 cm | Mâles : 14,5 cm Femelles : 15,5 cm |
| Longueur du bec en ligne droite     | Mâles : 9,3 cm Femelles : 9,7 cm   | Mâles : 8,1 cm Femelles : 8,2 cm   | Mâles : 10,5 cm Femelles : 10,8 cm |
| Longueur du bec suivant la courbure | Mâles : 9,7 cm Femelles : 10,1 cm  | Mâles : 8,5 cm Femelles : 8,4 cm   | Mâles : 11 cm Femelles : 11,3 cm   |
| Longueur du tarse                   | Mâles : 5,9 cm Femelles : 6,1 cm   | Mâles : 5,4 cm Femelles : 5,5 cm   | Mâles : 6,4 cm Femelles : 6,7 cm   |
| Poids en période de reproduction    | Mâles : 374 g Femelles : 427 g     | Mâles : 309 g Femelles : 389 g     | Mâles : 450 g Femelles : 485 g     |
| Poids à l'automne                   | 497 g                              | 393 g                              | 584 g                              |
| Poids pré-migration                 | 656 g                              | 419 g                              | 796 g                              |

### Apparence

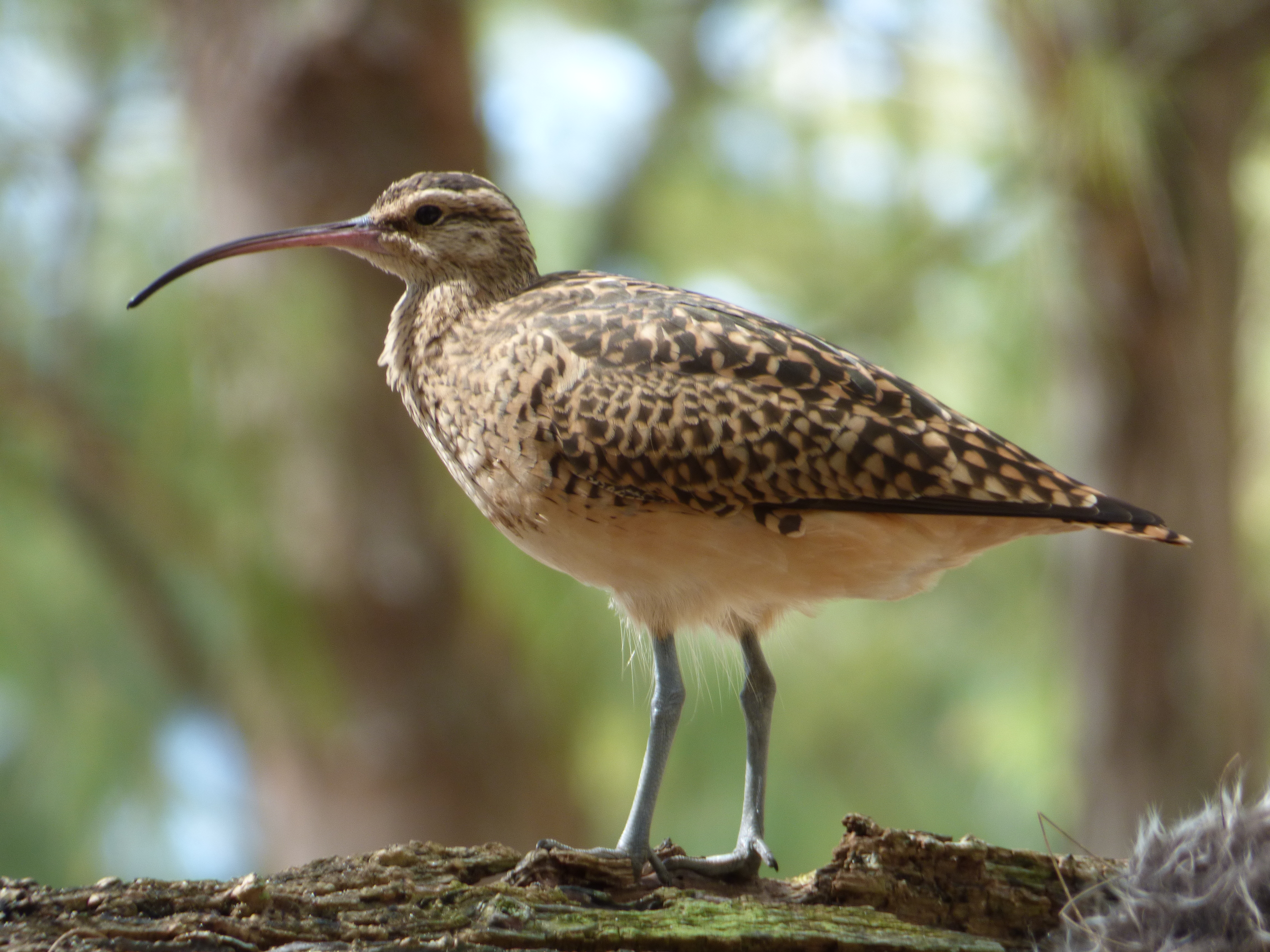
Courlis d'Alaska sur l'atoll de Midway. Les plumes hérissées de ses cuisses sont bien visibles.

Le Courlis d'Alaska est un oiseau de taille moyenne, qui mesure 400 à 440 mm. Son poids varie entre 310 et 800 g, une amplitude qui s'explique par l'engraissement pré-migratoire. Il possède un long bec recourbé vers le bas (70 à 110 mm) typique des courlis. Les deux sexes sont identiques, mais la femelle est en moyenne plus grande que le mâle et son bec est généralement moins recourbé et moins effilé. Sur le terrain, il est possible de déterminer le sexe des individus avec un haut degré de précision (93,4 %) en mesurant la hauteur du bec près de sa base et près de son extrémité.
L'adulte a le dessus brun, tacheté de chamois-cannelle. Les parties inférieures sont claires, allant du crème au cannelle, lavées d'orangé. La tête, claire, arbore un dessin marqué, avec deux rayures brunes de chaque côté, l'une large formant un sourcil et l'autre plus étroite sur l'œil. La poitrine claire est finement barrée de brun. Les plumes qui recouvrent la partie supérieure des pattes sont allongées et dépourvues de barbes, d'où un aspect hérissé qui lui donne son nom en anglais. Le bec est orange foncé, avec l'extrémité brune. Les pattes robustes sont grises.

### Mue
Le Courlis d'Alaska possède des ailes longues et pointues. Elles comptent chacune dix rémiges primaires (rarement onze), seize ou dix-sept secondaires et quatre rémiges alulaires. La queue est courte et légèrement arrondie ; elle comporte douze rectrices. Un individu adulte trouvé mort en août 1991 sur l'île de Laysan comptait 6 081 plumes de contour, pour une masse sèche de 23,45 g, soit 6,2 % de sa masse maigre, estimée à 377 g.
Comme beaucoup de limicoles migrateurs traversant l'océan Pacifique, le Courlis d'Alaska opère une mue complexe, qui n'a été bien étudiée qu'à Laysan, dans les îles hawaïennes du Nord-Ouest : on ignore si son comportement est le même plus au sud de son aire d'hivernage. Au sein de cette population, la mue commence début septembre et dure 92 jours. Elle affecte d'abord les plumes de contour, puis les plumes de vol. La perte des rémiges primaires et secondaires est telle qu'une partie de la population, estimée à 50 % à Laysan, n'est plus capable de voler pendant environ deux semaines. Ces courlis cloués au sol se montrent très méfiants, s'aventurent rarement à découvert et courent se cacher dans la végétation dense s'ils sont dérangés par les humains. Cette perte de la capacité de vol semble unique chez les limicoles et découle certainement du fait qu'ils ont évolué dans un environnement sans prédateurs. Découverte par les scientifiques à Laysan en 1988, elle a été confirmée par le témoignage d'un natif de l'atoll de Rangiroa, dans l'archipel des Tuamotu : selon lui, les courlis étaient plus faciles à attraper en octobre, parce qu'ils étaient alors incapables de voler.

### Vocalisations
Le Courlis d'Alaska possède un vaste répertoire de cris, caractéristiques de la toundra d'altitude de l'ouest de l'Alaska et considérés comme agréables pour une oreille humaine. Son cri d'appel est un sifflement clair, remarquablement similaire à celui qu'émet un humain pour attirer l'attention. Il lui a donné son nom en langues yupik, chiuit. Sur un corpus de seize cris, la durée moyenne est de 386 millisecondes.
L'espèce produit également des sifflement bas, souvent en séries allant jusqu'à trente, qui peuvent être très similaires aux cris homologues du Courlis hudsonien (Numenius hudsonicus) et qui ont été décrits comme ressemblant au signal de recul d'un camion-poubelle. Les sifflements complexes reprennent la structure du sifflement bas, mais de manière plus élaborée. Le Courlis d'Alaska pousse également des sifflements plaintifs. Le chant du Courlis d'Alaska est typiquement introduit par une série de sifflements bas qui débouchent sur un sifflement complexe, avant de se conclure par une nouvelle série de sifflements bas et plus rarement des sifflements plaintifs.
Le juvénile produit des petits piou-piou pour localiser ses parents et des cris sifflés et rauques quand il se sent menacé. Son répertoire se développe rapidement : à l'âge de trois semaines, il est capable d'émettre le chiuit des adultes, même s'il conserve les cris des juvéniles.

### Confusions possibles
Le Courlis d'Alaska ressemble au Courlis corlieu (Numenius phaeopus) de la sous-espèce variegatus et au Courlis hudsonien (Numenius hudsonicus), qui se reproduisent pour partie dans la même zone. Les espèces se distinguent facilement à l'oreille : le Courlis d'Alaska produit un chiuit sifflé, tandis que les Courlis corlieu et hudsonien émettent des séries sonores de bibibibi. En vol, le Courlis d'Alaska arbore un croupion chamois à orangé, avec une queue barrée de cannelle et de brun qui contraste avec le reste du dessus. En comparaison, le Courlis hudsonien a un dessus plus uniforme et les barres de la queue sont peu contrastées. Les plumes « pointues » du Courlis d'Alaska, caractéristiques, peuvent être visibles à 50 mètres à la jumelle.

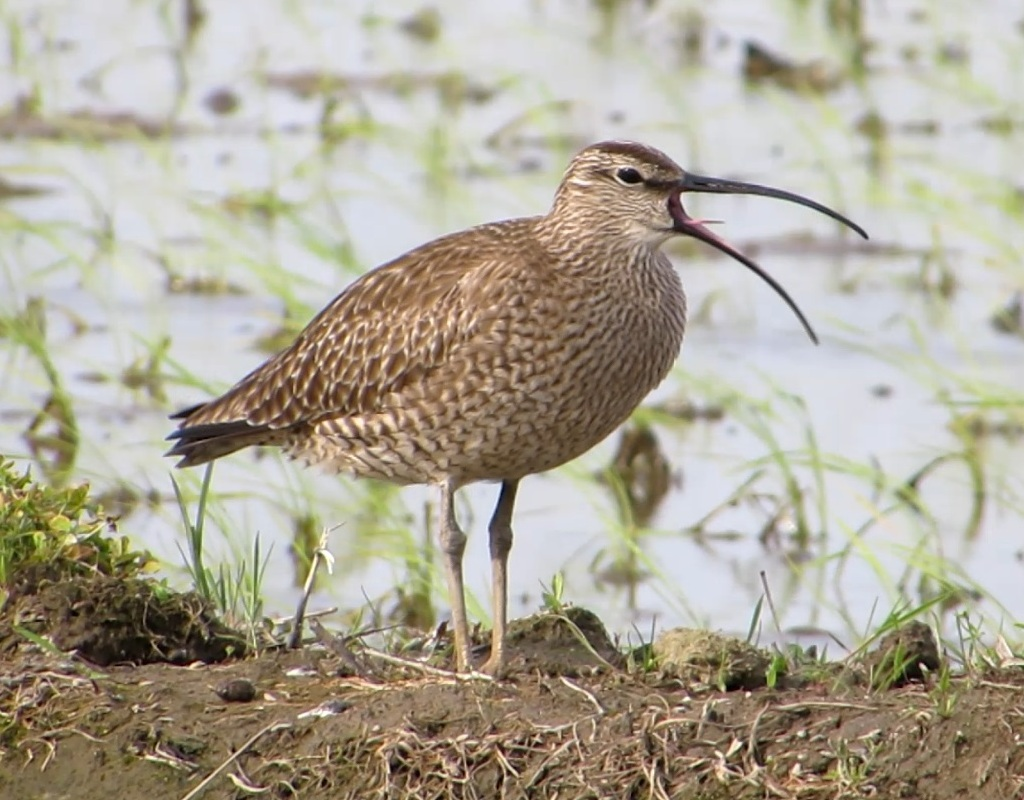
Courlis corlieu, sous-espèce variegatus.
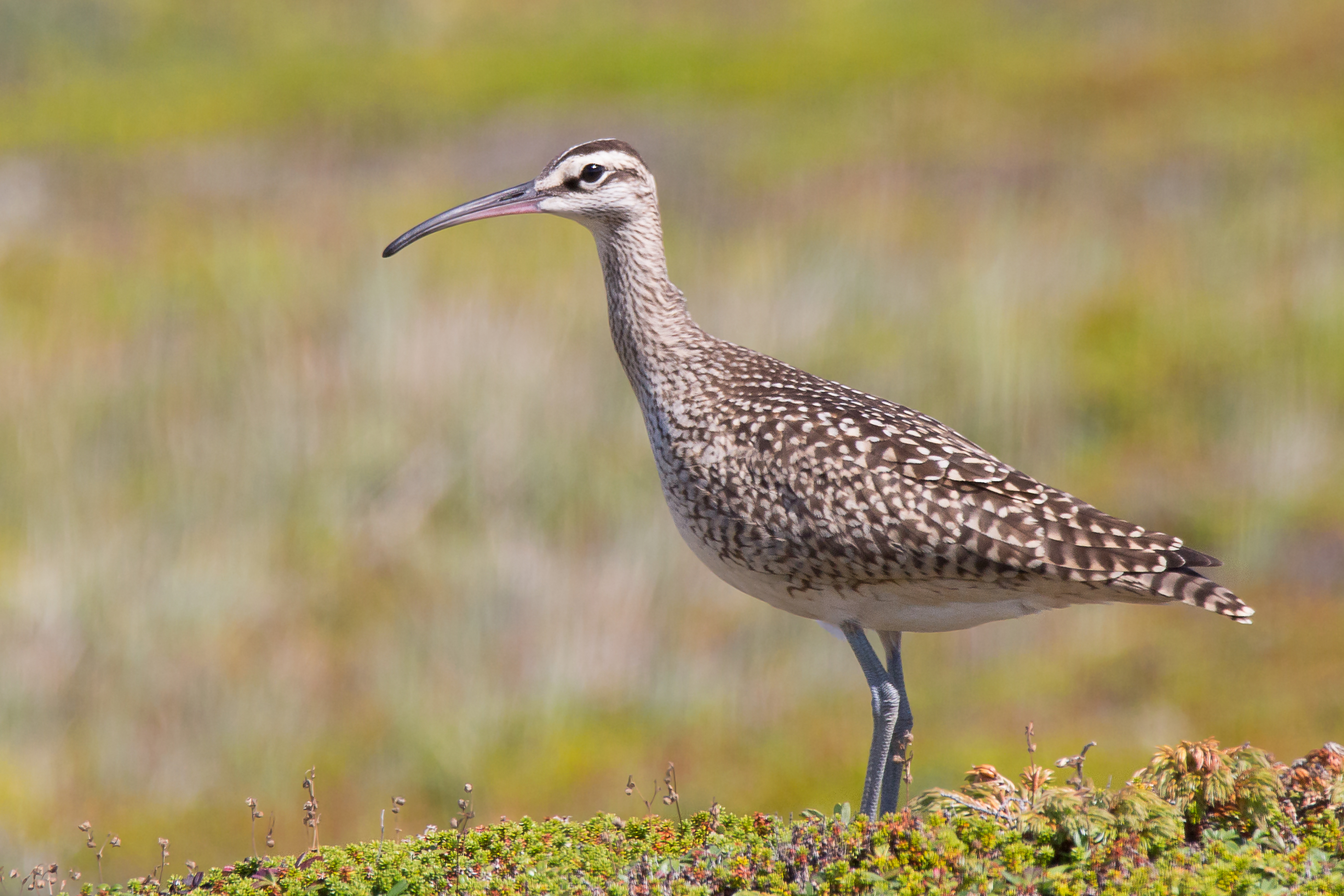
Courlis hudsonien.

### Déplacements
À terre, le Courlis d'Alaska se déplace d'un pas mesuré, mais est capable de foncer pour chasser des proies mobiles, comme les araignées et les lézards. Dans ses terres d'hivernage, il peut se poser haut dans les arbres. Dans ses terres de reproduction, il peut surveiller ses petits en se perchant dans les buissons de saule, où il maintient son équilibre en étendant les ailes et la queue.
Il possède un vol puissant : il est capable de dépasser des Faucons lorsqu'il les houspille ou de leur échapper lorsqu'il est lui-même poursuivi. Il effectue des parades en vol lors de la période de reproduction. Le suivi d'oiseaux marqués sur l'île de Laysan a montré qu'ils parcouraient plus de 6 000 km sans escale lors de leurs migrations de printemps et d'automne, ce qui représente, derrière la Barge rousse (Limosa lapponica), un record de vol ininterrompu parmi les oiseaux.

## Répartition et habitat

### Répartition

Les deux aires de reproduction du courlis en Alaska.

L'aire de reproduction du Courlis d'Alaska comprend deux régions de l'ouest de l'Alaska situées entre le fleuve Yukon et le nord de la péninsule de Seward. Les deux populations sont séparées d'environ 300 km. La population méridionale se situe au sud des collines Nulato et au nord du delta du Yukon, des environs de Mountain Village jusqu'à environ 125 km au nord. Elle comptait environ 2 000 couples en 2002. La population septentrionale se trouve au cœur de la péninsule de Seward, entre Ear Mountain et la Bering Land Bridge National Preserve, au sud de Coffee Dome et de Grantley Harbor. Sa reproduction n'est pas attestée ailleurs, mais quelques indices la laissent supposer au nord du golfe de Kotzebue : des signalements d'oiseau isolés dans les collines Mulgrave et dans la partie occidentale des monts Baird, ainsi que des petits rassemblements d'oiseaux en fin d'été sur les rives du cap Krusenstern. Néanmoins, des explorations dans ces régions n'ont pas permis de trouver des courlis. Des relevés aériens réalisés à la fin des années 1980 ont révélé l'emplacement à la fin de l'été d'une étape migratoire du sud du delta du Yukon jusqu'au fleuve Kuskokwim.
De manière exceptionnelle, un Courlis d'Alaska bagué Curlew Lake le 21 janvier 1988 a été observé le 21 mai 1989 dans la péninsule Tchouktche, à l'extrémité nord-est de la Russie, à 500 km de son aire de reproduction normale. Aucune autre observation n'a été enregistrée dans la région et l'oiseau a été considéré comme erratique, balayé par les vents d'est d'une tempête de printemps.
L'aire d'hivernage de l'espèce consiste en de nombreux territoires insulaires de l'océan Pacifique : îles hawaïennes du Nord-Ouest, îles Marshall, îles Gilbert, îles Phœnix, îles de la Ligne, Tuvalu, Tokelau, îles Cook, archipel de la Société, îles Tuamotu, îles Gambier, îles Marquises et îles Pitcairn. Elle est moins fréquente dans les Fidji, les Tonga, les Samoa, Niue, les îles Australes, les îles Carolines, Guam et les îles Mariannes. Des individus erratiques ont été signalés dans l'île de Pâques, les îles Salomon, les îles Kermadec, au Japon, au Brésil et en Équateur.
La population globale de Courlis d'Alaska était estimée en 2006 à 10 000 individus, dont moins de 7 000 reproducteurs en Alaska. Près de 1 100 fréquentaient l'archipel d'Hawaï et 1 100 à 2 500 la Polynésie orientale, leurs deux principales zones d'hivernage. Deux décomptes menés en 2021 et 2022 sur les îles Tuamotu aboutissent à une estimation d'environ 1 000 individus et de l'ordre de 1 500 pour l'ensemble de la Polynésie orientale.

### Habitat

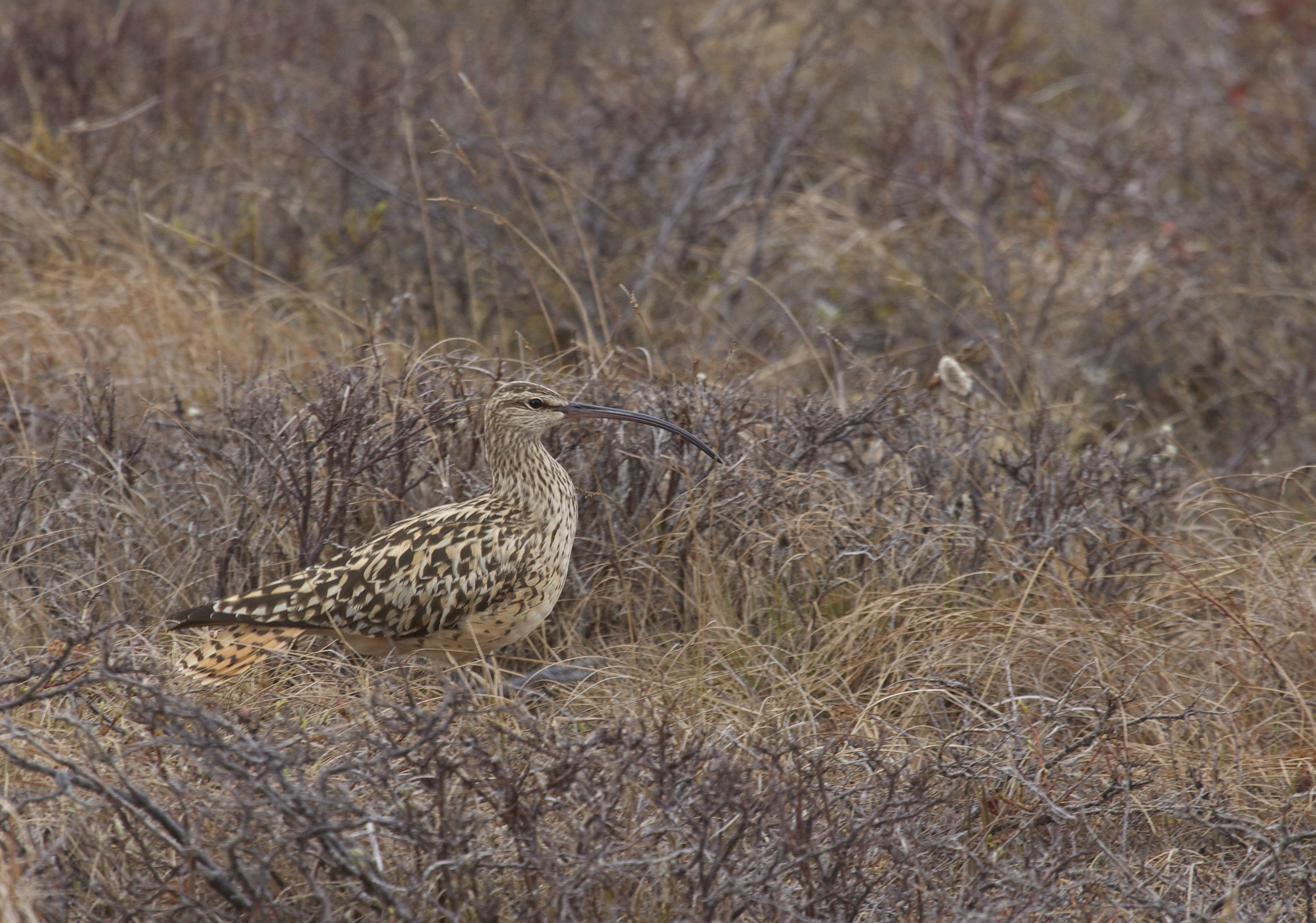
Courlis d'Alaska dans la toundra de la péninsule de Seward, en Alaska.

Ce courlis se reproduit dans l'ouest de l'Alaska, plus précisément dans les toundras d'altitude au sud des collines Nulato et dans la péninsule de Seward, où il apprécie les paysages clairsemés, composés de prairies et de petits arbustes,. Il partage cette préférence avec le Courlis hudsonien (Numenius hudsonicus) qui niche dans le Manitoba et les territoires du Nord-Ouest, au Canada, ainsi qu'avec le Courlis à long bec (Numenius americanus). Ce type de végétation est riche en baies, que le Courlis d'Alaska consomme abondamment à son arrivée en Alaska. Pour autant, ce courlis évite d'autres habitats encore plus productifs : la structure de la végétation est donc plus importante pour lui que la ressource en baies. En début de période de reproduction, le Courlis d'Alaska délaisse les zones humides à laîche et linaigrette, mais il les fréquente davantage au fur et à mesure que la saison avance, possiblement parce que cet habitat est relativement plus productif en arthropodes que les zones sèches. Il évite les zones comportant des arbustes hauts, sans doute à cause du danger de prédation lié la visibilité réduite.
Dans son aire d'hivernage, en Polynésie, il occupe divers habitats, mais privilégie les îles coralliennes où on le trouve dans les espaces ouverts : récif, plages, cocoteraies dégagées et vasières. À Rangiroa, dans l'archipel des Tuamotu, 36 % fréquentent les salines et 27 % les hoa, c'est-à-dire les canaux naturels entre les motu ou îlots formant l'atoll. Dans les îles volcaniques, où il est plus rare, il affectionne les plages, mais aussi les prairies jusqu'à 800 m d'altitude, les pentes recouvertes de fougères et les zones humides. En revanche, il ne fréquente pas les berges des rivières à l'intérieur des îles. Il est rare dans les îles habitées, où il peut être dérangé par les humains, les chiens et les chats. Lors de la mue, les oiseaux, devenus incapables de voler, se réfugient dans les touffes denses d’Eragrostis variabilis et se regroupent dans les mares peu profondes en reposoirs comptant jusqu'à 120 individus.

### Migration

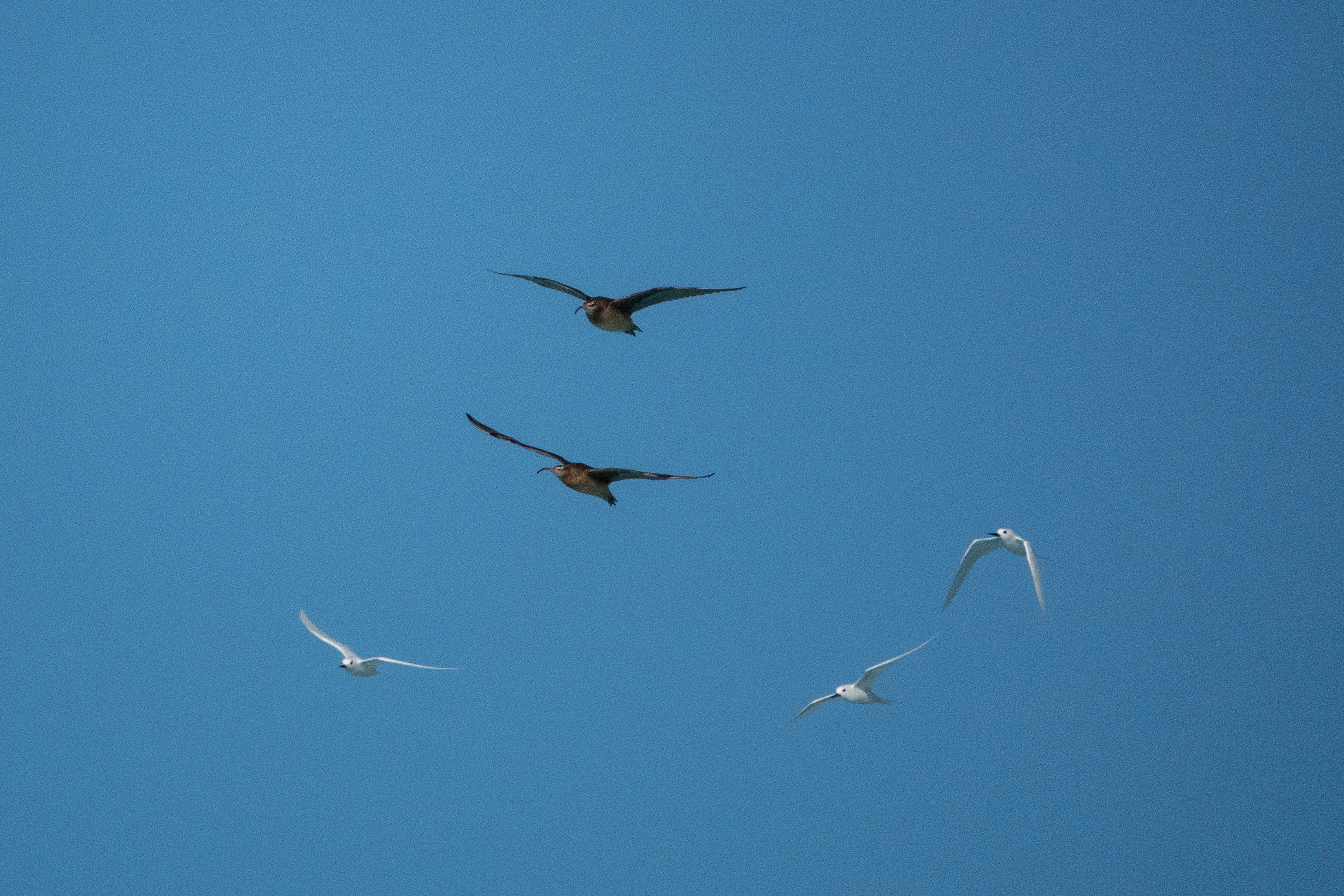
Courlis d'Alaska en vol au-dessus de l'atoll de Midway.

Le Courlis d'Alaska est un migrateur longue distance qui traverse chaque année l'océan Pacifique depuis son aire de reproduction en Alaska jusqu'à son aire d'hivernage en Océanie, parcourant ainsi plus de 8 500 km. Il emprunte la voie migratoire du Pacifique central, mais ses routes exactes restent encore à déterminer.
De 1988 à 2002, sept oiseaux équipés de bagues colorées dans la zone de reproduction méridionale des collines Nulato ont été réobservés dans les îles hawaïennes du Nord-Ouest et réciproquement, sept oiseaux bagués dans ces îles ont été revus dans les collines Nulato. Quatre individus marqués en Alaska ont été revus en 1992 dans l'atoll Palmyra, dans les îles de la Ligne : deux étaient issus de Neva Creek, dans la péninsule de Seward, tandis que les deux autres étaient d'origine inconnue. Il semble donc que les oiseaux provenant de la zone de reproduction méridionale des collines Nulato hivernent dans les îles hawaïennes du Nord-Ouest, alors que ceux qui se reproduisent dans la péninsule de Seward hivernent plus au sud, ce qui suggère une migration par « saut de grenouille ».
En Polynésie orientale, les adultes abandonnent leur aire d'hivernage entre mars et mai et arrivent sur leur aire de reproduction entre le début et la mi mai. Lors de la migration d'automne, les courlis arrivent entre la fin septembre et début octobre, même si de petits groupes continuent d'apparaître tout au long de l'hiver. La migration est différenciée selon la classe d'âge : les jeunes quittent l'Alaska plus tard que leurs parents. Dans l'archipel d'Hawaï, les jeunes attendent l'âge de trois ans minimum avant de partir se reproduire, certains n'entreprenant la migration vers le nord qu'à l'âge de quatre ou cinq ans.
Les mesures prises sur six Courlis d'Alaska prélevés dans les îles hawaïennes du Nord-Ouest montrent que ces oiseaux peuvent réduire la taille de leurs organes internes (gésier, intestin et foie) en préparation pour leur migration transocéanique. Les indices lipidiques de ces individus laissaient suggérer une capacité de vol comprise entre 3 000 et 10 000 km. Ces oiseaux pourraient donc migrer sans s'arrêter entre l'Alaska et les îles Marshall (6 180 km), le nord des îles de la Ligne (6 190 km) et même les îles Phœnix centrales (7 160 km).

## Écologie et comportement

### Alimentation

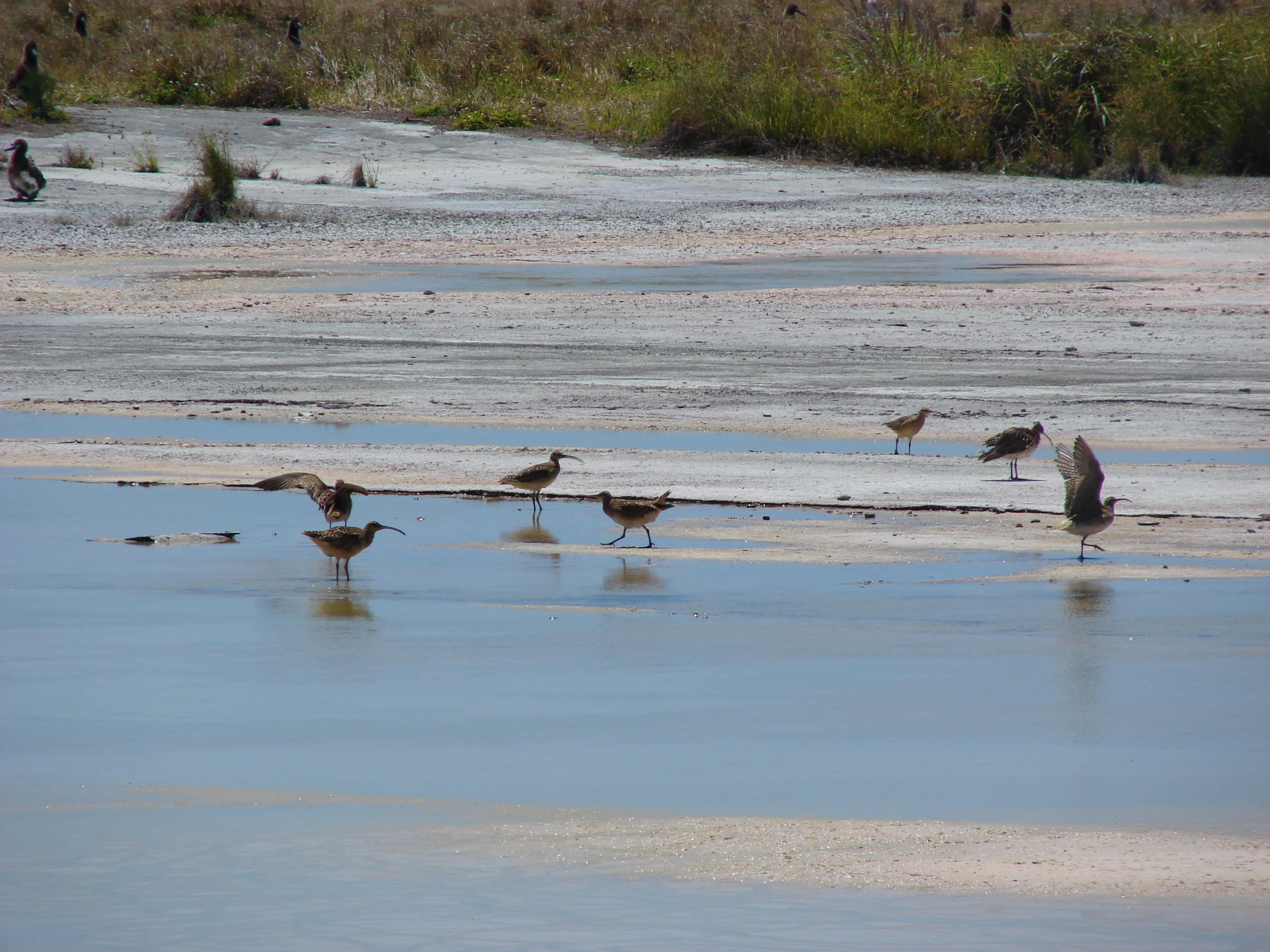
Des Courlis d'Alaska cherchent de la nourriture sur la plage dans l'atoll de Midway.

Dans ses zones de reproduction, le régime alimentaire du Courlis d'Alaska inclut des insectes et des araignées, ainsi que des baies : airelles (Vaccinium vitis-idaea), Camarine noire (Empetrum nigrum) et surtout Canneberge à gros fruits (Vaccinium oxycoccos), qui joue un rôle clef quand les oiseaux rentrent d'hivernage, à la fin du printemps. Le Courlis d'Alaska cherche sa nourriture surtout dans la toundra arbustive basse, c'est-à-dire les prairies composées d'Éricacées, de linaigrettes, de laîches, de lichens et de sphaignes.
Dans ses zones d'hivernage, il utilise des habitats plus diversifiés. Il fréquente la végétation des terres intérieures plutôt que les plages et l'estran dans les îles hawaïennes du Nord-Ouest. Sur les îles Laysan et Lisianski, il fouille les tapis d’Ipomoea pes-caprae et les touffes de graminées locales ou de Cenchre épineux (Cenchrus echinatus) introduit. Sur l'atoll de Midway, il cherche sa nourriture sur les pelouses des anciennes installations militaires, composées de graminées introduites, plutôt que sur les plages ou les zones de végétation locale. Dans les îles volcaniques de la Polynésie française, à altitude plus élevée, il fouille les plages et les prairies jusqu'à 800 mètres d'altitude.
Ses ressources alimentaires étant plus limitées dans les îles qu'en Alaska, il se montre beaucoup plus opportuniste, consommant des invertébrés terrestres et intertidaux, des œufs et des juvéniles d'oiseaux marins, des rongeurs et des fruits. Il peut également manger des cadavres de poissons. Le contenu de l'estomac d'un individu prélevé en 1965 sur l'atoll de Moruroa s'est même avéré contenir des restes de scorpions (Liocheles australasiae), pourtant rares localement.
Les techniques de chasse du Courlis d'Alaska sont assez diverses. La plupart du temps, il avance d'un pas mesuré, avant de foncer rapidement sur les proies mobiles (crabes, araignées, lézards). Dans la toundra, après la fonte des neiges, il fouille le sol à la recherche d'invertébrés, cueille les fruits et les fleurs dans les arbrisseaux et attrape occasionnellement les insectes au vol. Il secoue vigoureusement les cocons pour en faire tomber les larves et les mottes de lichen ou de mousse pour en extraire les invertébrés. Il tue et disloque certaines de ses proies (crabes, souris et rats) en les saisissant avec son bec avant de les frapper contre une pierre. Il peut parcourir jusqu'à 30 mètres avec sa proie dans le bec avant de trouver une pierre adaptée. Il a été vu en train de percer des œufs d'albatros avec une pierre ou un morceau de corail tenu dans le bec, un cas unique d'utilisation d'outil chez les limicoles.

### Reproduction

#### Constitution du couple
Le Courlis d'Alaska est socialement monogame et forme des couples de long terme. Il est également très fidèle à son site de nidification.
Les Courlis d'Alaska rentrent de leur hivernage seuls ou par groupes de deux, occasionnellement en troupes. Leur comportement est alors assez divers : les mâles expérimentés courtisent leur femelle de l'année antérieure dès son arrivée dans la zone, mais ils peuvent très bien avoir courtisé d'autres femelles les jours précédents. Les femelles sans expérience précédente de reproduction dans la zone visitent les territoires des mâles pour solliciter des parades. Les critères de choix des femelles ne sont pas connus. Les couples déjà établis peuvent se reconstituer ou se séparer, sans que l'on sache pourquoi : le succès ou l'échec de la nidification précédente ne semble pas jouer dans la décision.

#### Nidification
Dans les jours qui suivent l'arrivée, les couples formés et les mâles commencent à creuser une cuvette destinée aux œufs. Le nid est généralement aménagé dans une prairie à arbustes nains, souvent sous un Saule herbacé (Salix herbacea) ou protégé sur un côté par une butte. Il est très difficile à repérer pour un observateur humain : des biologistes ont échoué à en trouver pendant la saison 1989 dans la péninsule de Seward, malgré leur expérience en la matière et plus de 200 heures-hommes de recherches. De fait, la densité de nidification est très faible : un nid pour 3 à 4 km2.
Le premier nid publié, en 1948, est décrit comme une simple dépression sur le côté d'un grand lichen noir, mesurant 17,14 cm de large pour 6,35 cm de profondeur. Le nid est dépourvu d'herbes et de plumes ; de petits morceaux de lichen jaune verdâtre semblent être les seuls éléments apportés par les oiseaux. La végétation alentour est composée de Camarine noire (Empetrum nigrum), de Lichen des rennes (Cladonia rangiferina), de carex et de Thé du Labrador (Rhododendron groenlandicum).

#### Incubation
Dans la région des collines Nulato, la ponte a lieu majoritairement dans les deux dernières semaines de mai, avec une éclosion dans les deux dernières semaines de juin. Une ponte typique comporte quatre œufs, mesurant environ 60 mm par 42 mm. Ils sont de couleur chamois, avec des taches de couleur brune. Ils sont incubés par les deux parents, qui développent des plaques incubatrices à cet effet.
Lors de la découverte du nid du Courlis d'Alaska, en 1948, les parents au nid se montrent très protecteurs de leurs œufs, au point de se laisser approcher à moins d'un mètre par les scientifiques. Ils le sont encore davantage après l'éclosion : le mâle du second nid découvert ne bouge pas quand les chercheurs tuent les moustiques qui se posent sur lui et se laisse même soulever l'aile pour des photos de ses flancs.

#### Jeunes au nid

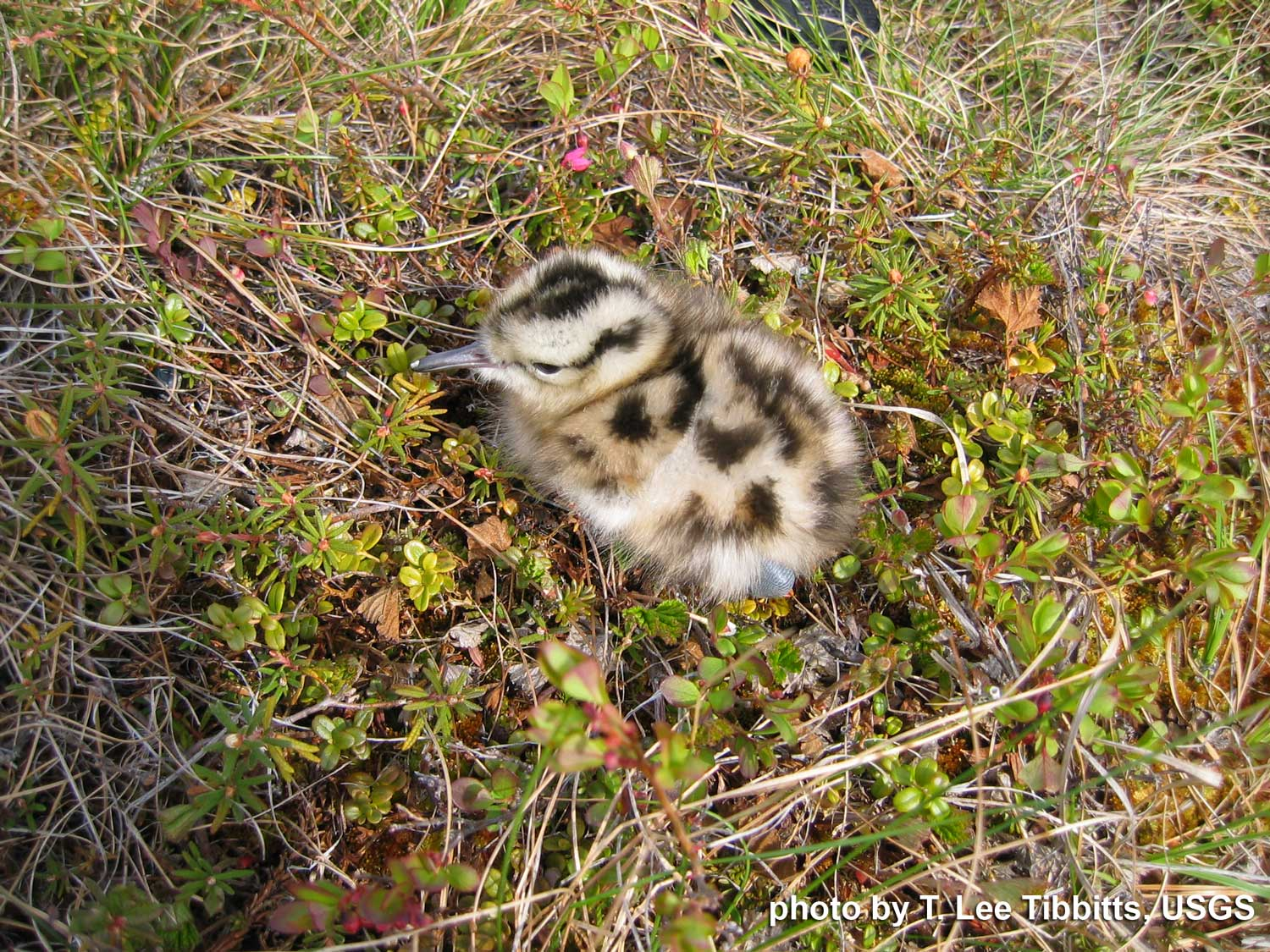
Juvénile âgé d'une journée dans la toundra d'altitude de la péninsule de Seward, photographié par la biologiste T. Lee Tibbitts.

Les poussins sont nidifuges et précoces : ils naissent couverts de duvet et les yeux ouverts. Ils sont de couleur chamois tirant sur le rose, avec des marques distinctives de couleur brun foncé qui forment des sortes de W sur la largeur du dos. Ils quittent le nid après douze heures et ils sont capables de marcher des centaines de mètres dès leur première journée. Ils continuent néanmoins à être couverts par leurs deux parents pendant quatre à sept jours après l'éclosion.
Les juvéniles croissent rapidement et sont capables de voler après 21 à 24 jours. Pendant ces trois à quatre semaines, ils sont défendus agressivement par leurs parents, qui attaquent et houspillent les menaces identifiées. De leur côté, ils se protègent en se dissimulant dans la végétation. Parmi les prédateurs aviaires figurent le Labbe à longue queue (Stercorarius longicaudus), le Busard Saint-Martin (Circus cyaneus), la Buse pattue (Buteo lagopus), le Labbe parasite (Stercorarius parasiticus), le Faucon émerillon (Falco columbarius), le Grand Corbeau (Corvus corax), le Faucon gerfaut (Falco rusticolus) et l'Aigle royal (Aquila chrysaetos). Chez les mammifères, les principales menaces sont le Renard roux (Vulpes vulpes), l'Hermine (Mustela erminea) et l'Ours brun (Ursus arctos).

#### Amalgamation de couvées
Les femelles abandonnent souvent leur couvée avant que les jeunes ne sachent tout à fait voler et quittent la zone de reproduction. Les mâles restent en moyenne 10 à 14 jours de plus. Quand les jeunes ont deux à trois semaines et commencent à voler, ils se réunissent en groupes composés de deux à dix couvées, qui restent ensemble jusqu'à la migration. On parle d'amalgamation de nichées, un phénomène connu, mais rare parmi les limicoles. Il arrive que ces groupes incluent des jeunes d'autres espèces, typiquement des Barges rousses (Limosa lapponica) et plus accessoirement des Pluviers bronzés (Pluvialis dominica) et des Pluviers fauves (Pluvialis fulva), des Courlis hudsoniens (Numenius hudsonicus), des Labbes à longue queue (Stercorarius longicaudus) et des Bécasseaux d'Alaska (Calidris mauri).
Les jeunes ainsi regroupés sont surveillés par quelques adultes, probablement les parents de certains des membres du groupe, bien que l'on ne puisse exclure la participation de non-reproducteurs, ou de reproducteurs dont la couvée a échoué. Cette surveillance est moins rapprochée que celle exercée par les deux parents : les adultes ne houspillent plus, mais défendent à distance et s'efforcent plutôt de distraire les prédateurs. Ces derniers adultes abandonnent les groupes de jeunes quelques jours avant que ces derniers ne partent en migration, à l'âge de 38 jours environ.

## Survie
La plus grande longévité enregistrée chez un Courlis d'Alaska est, en 2023, de 23 ans et 10 mois minimum, pour une femelle collectée en avril 1991 sur l'île de Laysan, à Hawaï, par le chercheur Jeffrey S. Marks. L'oiseau avait été bagué en septembre 1967 sur l'île Lisianski, à 225 km au nord-ouest de Laysan, ce qui en fait le plus vieux Scolopacidae connu en Amérique du Nord. Il est pesé à 773 g, un surpoids cohérent avec la période de début de migration.
Sur la base des observations d'individus bagués, le taux de survie annuel moyen des Courlis d'Alaska est estimé à 80-90 % sur l'île de Laysan de 1988 à 1990 et à 85-90 % pour la cohorte baguée en 1967 à Laysan et Lisianski. Il est de 87 % pour les individus reproducteurs à Neva Creek. Une fois que les oiseaux ont atteint l'âge adulte, ils survivent en moyenne 6 ans de plus à Laysan et de 7 ans et 4 mois de plus à Neva Creek.
Les Courlis d'Alaska adultes peuvent être tués par de grands faucons, comme le Faucon gerfaut (Falco rusticolus), mais la prédation par des animaux sauvages semble assez rare en Alaska et inexistante en Océanie. Il est probable que l'espèce n'ait eu aucun prédateur terrestre avant la colonisation de l'Océanie par l'être humain. En revanche, elle est menacée par des espèces introduites, commensales de l'être humain : chats, chiens, rats, porcs féraux.
Trois espèces de poux ont été observées sur le Coulis d'Alaska : Austromenopon phaeopodis au sud de l'atoll Johnston, Lunaceps numenii hopkinsi sur les atolls de Kure, Midway et Vostok et Saemundssonia scolopacisphaeopodis à Midway.

## Le Courlis d'Alaska et l'être humain
Le Courlis d'Alaska est une nourriture appréciée en Océanie. Des exemples de chasse à tir ont été documentés dans les îles de la Ligne et dans les îles Cook, tandis qu'ils sont piégés à Tokelau et dans les îles Tuamotu.
Les navigateurs polynésiens l'utilisaient pour s'orienter entre Tahiti et Hawaï.

### Le Courlis d'Alaska et la science

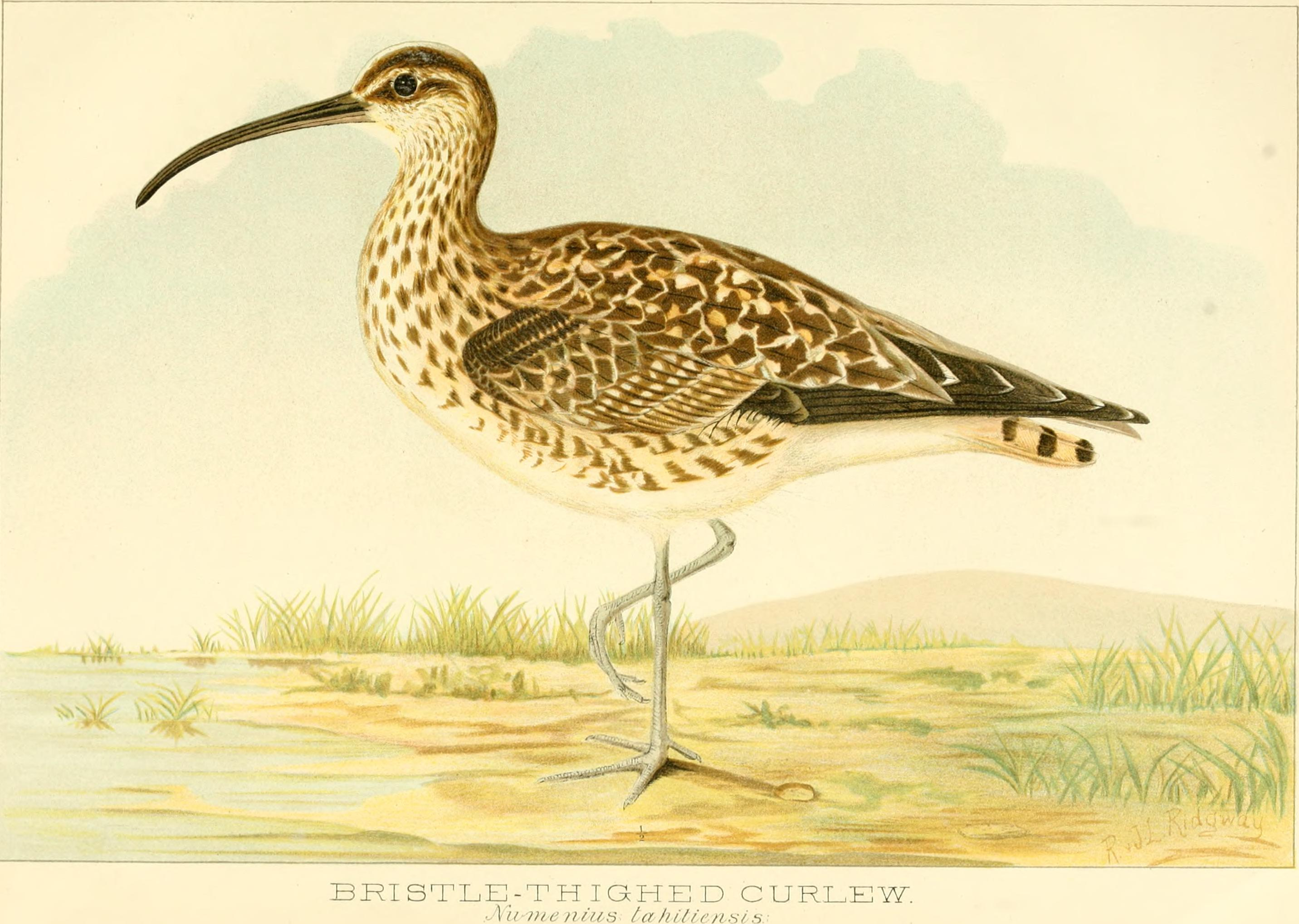
Courlis d'Alaska dans le Rapport sur les collectes naturalistes réalisées en Alaska entre les années 1877 et 1881, par Edward William Nelson.

Le Courlis d'Alaska a été décrit pour la première fois par le naturaliste britannique John Latham en 1785, sur la base d'un spécimen prélevé en 1769 à Tahiti lors du premier voyage de James Cook, d'où son nom scientifique de Numenius tahitiensis. Les recherches pour trouver des nids en Polynésie restent toutefois infructueuses. 
En 1869, un premier spécimen est prélevé à Kenai, près d'Anchorage, en Alaska, suivi par un autre en 1880, puis plusieurs collectés en plusieurs points allant de Hooper Bay jusqu'aux sources du fleuve Colville. Toutefois, ces oiseaux sont considérés comme erratiques : dans son ouvrage Les Oiseaux d'eau d'Amérique du nord, en 1884, le naturaliste Spencer Fullerton Baird écrit ainsi que  « [l'occurrence du spécimen de 1869] dans un endroit aussi éloigné et aussi différent [l'Alaska] de son lieu de vie [l'Océanie] ne peut être considérée que comme purement accidentelle ».
Il faut attendre la toute fin du XIXe siècle pour que les ornithologues s'accordent à reconnaître que l'espèce niche en Alaska. En 1899, Scott Barchard Wilson et Arthur Humble Evans écrivent ainsi : « Numenius tahitiensis peut être considéré comme nichant en Alaska et migrant en automne vers les îles Sandwich et d'autres groupes d'îles dans la moitié orientale de l'océan Pacifique ». En 1911, 250 Courlis de Tahiti sont observés sur l'île Laysan dans les îles Hawaï, filmés par l'ornithologue Alexander Wetmore. En 1924, avant la migration d'automne, deux savants américains, Brandt et Henry Boardman Conover, découvrent des centaines de Courlis de Tahiti en Alaska, se nourrissant de myrtilles. En 1926, ses cris et chants sont décrits pour la première fois, toujours à partir de la région de Hooper Bay. En 1943, Eleanor Herrick Stickney publie une recension des spécimens détenus en musée et décrit correctement l'aire d'hivernage de l'espèce : la Polynésie orientale et centrale, les îles Pitcairn formant la limite est et les îles Tuamotu, Cook, Tonga et Fidji la limite sud.
Henry C. Kyllingstad lance de premières investigations en Alaska entre 1944 et 1947, suivies par une expédition avec David G. Allen en 1948, destinée à la recherche du nid du courlis. Allen trouve finalement un nid en juin, à 20 miles au nord de Mountain Village. Il est décrit comme une simple dépression à la frange d'un grand lichen noir, mesurant environ 17 cm de diamètre pour 6 cm de profondeur et contenant quatre œufs de couleur chamois tachetés de brun. Un second nid est trouvé quelques jours plus tard, au moment où les œufs du premier commencent à se craqueler. L'expédition collecte le couple parent du premier nid, les coquilles d'œuf, un juvénile encore en duvet et le nid à proprement parler, qui sont envoyés au Musée national d'histoire naturelle des États-Unis. Le Courlis d'Alaska est ainsi l'un des derniers oiseaux d'Amérique du Nord à voir décrits son nid et ses œufs.
En 1987, le manque de connaissances sur la biologie du Courlis d'Alaska, ses faibles effectifs et les perspectives de développement humain dans son aire de reproduction poussent le United States Fish and Wildlife Service à lancer une vaste étude sur l'espèce, qui débouche sur plusieurs articles scientifiques.
En 2021, les ministères français des Armées et de la Transition écologique confient au Muséum national d'histoire naturelle un programme baptisé Kivi Kuaka qui vise à étudier les réponses comportementales de plusieurs espèces d'oiseaux, dont le Courlis d'Alaska (kivi en polynésien), face aux tempêtes tropicales et aux tsunamis. Le but ultime est de contribuer à améliorer les systèmes d'alerte précoce. Dans ce cadre, plusieurs missions sont menées en Polynésie française pour capturer, baguer et équiper des courlis avec des balises GPS.

### Enjeux de conservation

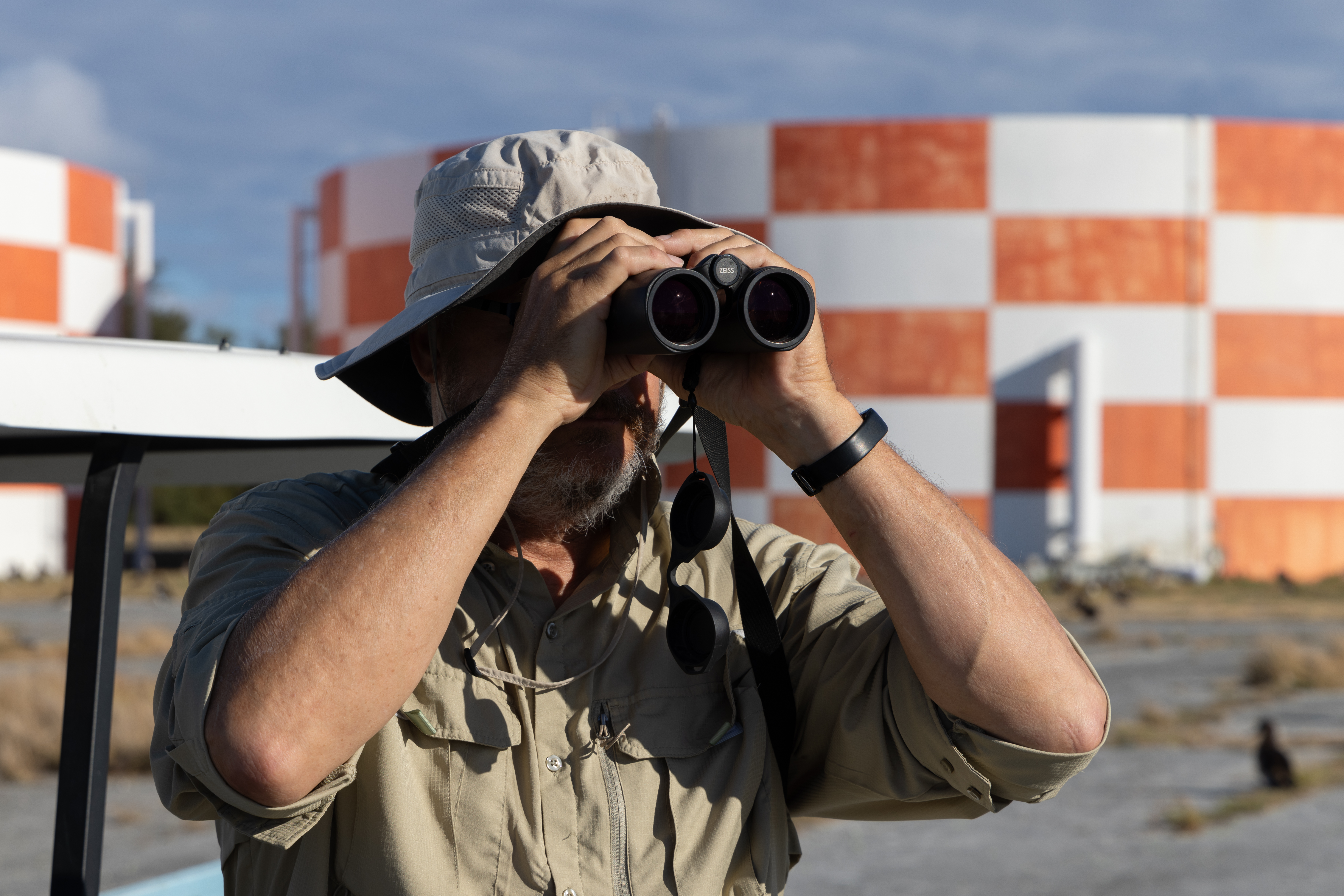
Un membre du USFWS recherche à la jumelle des Courlis d'Alaska sur l'atoll de Midway.

Du fait de la faiblesse de ses effectifs, le Courlis d'Alaska a longtemps été considéré comme vulnérable sur la liste rouge de l'UICN. Sa dynamique positive sur l'île d'Oahu, à Hawaï, a conduit à amender cette catégorisation : depuis 2022, il n'est plus qu'espèce quasi menacée. Toutefois, un nouveau décompte effectué la même année dans dix atolls de Polynésie française conclut à un déclin de 50 % des effectifs sur les vingt dernières années. Ces nouvelles données qualifieraient l'espèce pour un statut menacé.
En 2019, il était noté comme oiseau d'intérêt pour la conservation au niveau fédéral par le United States Fish and Wildlife Service et comme oiseau aux besoins de conservation les plus importants au niveau de l'État d'Alaska par le Alaska Department of Fish and Game (en) Il est classé comme vulnérable sur la liste rouge des espèces menacées en France au titre de la Polynésie française.
Le Courlis d'Alaska est le seul limicole migrateur à hiverner exclusivement sur des îles océaniques. Ces dernières étaient dépourvues de prédateur terrestre avant l'arrivée des humains, ce qui explique sans doute leur mue particulière, où une part significative de la population (50 % sur l'île de Laysan) devient incapable de voler. L'arrivée des humains dans les îles du Pacifique a été accompagnée de l'introduction de mammifères exotiques capables de s'en prendre aux oiseaux : trois espèces de rats (genre Rattus), la Mangouste de Java (Herpestes javanicus), ainsi que des populations domestiques et férales de porcs, de chiens et de chats. En particulier, les rats ont été identifiés comme la menace principale sur les îles Tuamotu, à la fois parce qu'ils s'en prennent directement aux courlis, et parce qu'ils ont un impact sur les populations de reptiles et d'invertébrés indigènes, dont se nourrissent les courlis.

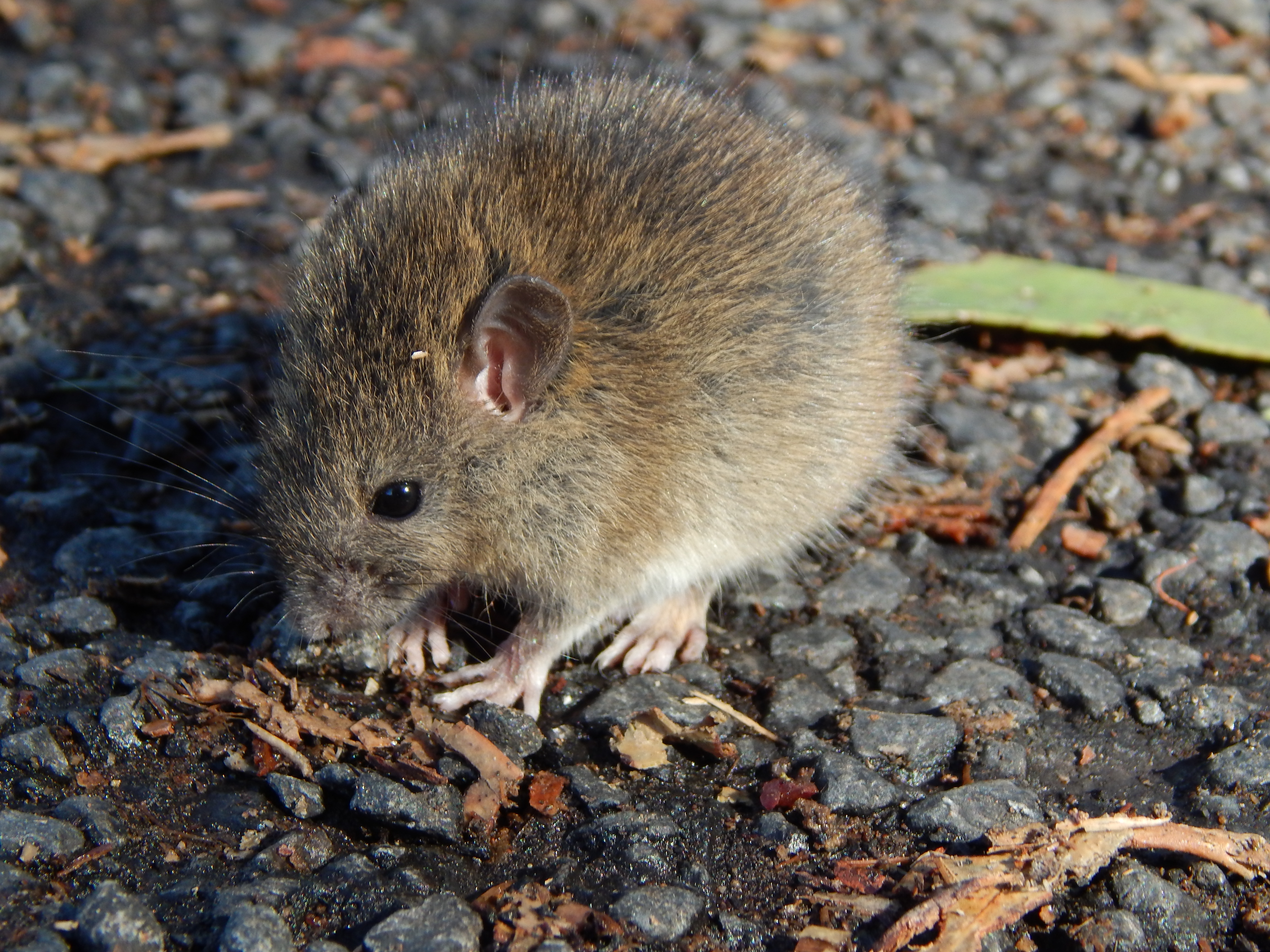
Le Rat du Pacifique est une menace majeure pour le Courlis d'Alaska sur ses terres d'hivernage.

Les êtres humains représentent aussi un danger majeur pour les courlis, qui font l'objet d'une chasse vivrière, notamment dans les îles de la Ligne, les îles Cook, les îles Tokelau et les îles Tuamotu. L'exploitation du coprah sur les îles inhabitées, activité traditionnelle en Polynésie française et subventionnée par le gouvernement local, constitue également une menace : les sacs en toile de jute peuvent abriter des rats qui colonisent ainsi les îles inhabitées. Les exploitants de coprah peuvent être accompagnés de chiens et de chats, prédateurs de courlis. Ils ont également pour pratique de brûler la végétation basse après avoir récolté les noix de coco, afin de nettoyer les plantations et de fertiliser le sol. Enfin, la simple présence humaine est perturbatrice pour des écosystèmes insulaires très fragiles.
Le changement climatique et l'élévation du niveau de la mer qui en résulte réduisent la superficie des terres d'hivernage du Courlis d'Alaska. À Rangiroa, le motu qui accueille le plus de courlis culmine ainsi à 6 mètres au-dessus du niveau de la mer et 90 % se trouve à moins de 5 mètres. La fréquence croissante des tempêtes tropicales entraîne une submersion de plus en plus fréquente de ces terres où le courlis cherche sa nourriture. Enfin, des changements potentiels dans le régime des vents et les conditions météorologiques peuvent affecter le succès de leur migration à travers le Pacifique.
En Alaska, les menaces sont beaucoup plus réduites. Leur habitat est largement intact et les trois quarts du territoire de reproduction de la population méridionale sont compris dans le refuge faunique national du delta du Yukon. Néanmoins, le déplacement hors piste d'engins lourds, généralement miniers, contribue à éroder la toundra. La perspective d'une exploitation de l'or représente également un risque.

### Le Courlis d'Alaska dans la culture
Le Courlis d'Alaska a été représenté sur trente-deux timbres émis par huit administrations postales différentes : Îles Cook (six timbres en 2011, 2016 et 2017), Fidji (2004), Kiribati (sept timbres en 1982, 1983 et 2004), Îles Marshall (cinq timbres en 1991 et 1997), Pitcairn (six timbres en 2005), Samoa (deux timbres en 2013 et 2014), Tokelau (deux timbres en 1994 et 1997) et Tuvalu (trois timbres en 1988, 1994 et 2019).